# Cantó de Hédé
El cantó de Hédé (bretó Kanton Hazhoù) és una divisió administrativa francesa situat al departament d'Ille i Vilaine a la regió de Bretanya.

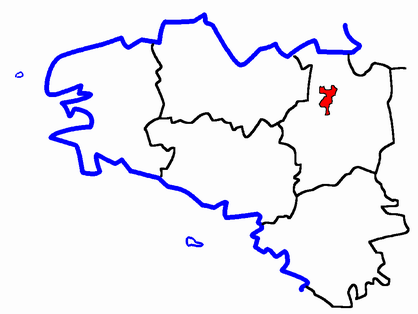
Situació del cantó

## Composició
El cantó aplega 10 comunes :
| Nom francès      | Nom bretó      | Població | km²    | Codi Postal | Codi INSEE |
| Dingé            | Dingad         | 1.327    | 52,89  | 35440       | 35094      |
| Guipel           | Gwipedel       | 1.420    | 25,11  | 35440       | 35128      |
| Hédé             | Hazhoù         | 1.822    | 22,43  | 35630       | 35130      |
| La Mézière       | Magoer         | 3.121    | 16,23  | 35520       | 35177      |
| Langouët         | Langoed        | 537      | 6,99   | 35630       | 35146      |
| Lanrigan         | Lanrigan       | 108      | 3,98   | 35270       | 35148      |
| Québriac         | Kevrieg        | 1.040    | 20,72  | 35190       | 35233      |
| Saint-Gondran    | Sant-Gondran   | 464      | 4,40   | 35630       | 35276      |
| Saint-Symphorien | Sant-Sinforian | 506      | 7,50   | 35630       | 35317      |
| Vignoc           | Gwinieg        | 1.091    | 14,09  | 35630       | 35356      |
| Cantó            | Hazhoù         | 10.930   | 166,84 | -           | 3517       |

## Evolució demogràfica
| 1962  | 1968  | 1975  | 1982  | 1990  | 1999   |
| ----- | ----- | ----- | ----- | ----- | ------ |
| 7.189 | 7.197 | 7.029 | 7.967 | 8.901 | 10.930 |

## Història
| Data d'elecció                           | Identitat           | Partit | Qualitat |
| ---------------------------------------- | ------------------- | ------ | -------- |
| 2004-                                    | Jean-Louis Tourenne | PS     |          |
| les dades anteriors no són pas conegudes |                     |        |          |
|                                          |                     |        |          |